# 25e régiment d’infanterie
Das 25e régiment d’infanterie war ein Infanterieregiment, aufgestellt 1585 als Régiment Choiseul-Praslin im Königreich Frankreich und im Dienst während des Ancien Régime und danach mit einigen Unterbrechungen bis zur Auflösung 1940. Vor der Vereinheitlichung durch die in der Revolution geschaffene Nummerierung trug es zuletzt den Namen der Provinz Poitou.
Von 1636 bis 1665 führte ein weiteres Regiment den Namen „de Poitou“.

## Aufstellung und signifikante Änderungen
Im Jahre 1585 wurde von Charles de Choiseul, erster Maréchal de Praslin, die im Jahr zuvor errichtete Kompanie zum Régiment Choiseul-Praslin verstärkt.
Nach der Schlacht bei Vimory 1587 wurde das Regiment wieder aufgelöst. 1612 von César de Choiseul, comte d’Hôtel, erneut aufgestellt, wurde es im gleichen Jahr wieder entlassen. Am 16. September 1616 stellte es der vormalige Regimentsinhaber zu sechs Kompanien mit je 100 Mann als Régiment d’Hôtel erneut auf, am 1. Dezember des gleichen Jahres erfolgte die erneute Reduzierung. Wiederaufstellung am 3. Februar 1617 mit der Reduzierung im Dezember 1618 nach dem Tod des Maréchal d’Ancre.
Nachdem sich König Ludwig XIII. mit seiner Mutter überworfen hatte, erhielt der Comte d’Hôtel am 26. Februar 1619 die Order, seine Kompanien zusammenzurufen. Erneute Außerdienststellung im Jahre 1620, Aktivierung am 7. Februar 1621 und Reduzierung auf die Leibkompanie am 1. November 1622. Diese verblieb bis am 3. August 1624 in Garnison auf der Île d’Oléron, als das Regiment nunmehr endgültig aktiviert wurde und die Nummer 15 in der Rangliste der königlichen Infanterieregimenter erhielt.
- 1682: Umbenennung in Régiment de Poitou
- 17. Januar 1714: Das „Régiment de Marloup“ wurde in „Poitou“ eingegliedert.
- 1776: Das „Régiment de Poitou“ wurde aufgeteilt. Das 1. und 3. Bataillon bildeten weiterhin mit der Uniform und der Ordonnanzfahne das „Régiment de Poitou“, das 2. und 4. Bataillon wurden zur Aufstellung des Régiment de Bresse abgegeben.
- Am 1. Januar 1791 wurden alle Regimenter mit einer laufenden Nummer versehen. Das in der vormaligen Rangliste unter den Nummern 15 und 26 rangierende Regiment erhielt die Nummer 25 zugewiesen und hieß nunmehr: „25e régiment d’infanterie de ligne (ci-devant[1] Poitou“).
- 1794: Mit der Premier amalgame wurden die Regimenter aufgelöst und die Bataillone zur Aufstellung der sogenannten Demi-brigades verwendet.
- 1803: Aus den Demi-brigades wurden wieder Regimenter, das nunmehrige „25e régiment d’infanterie de ligne“ hatte mit dem von 1794 nichts mehr zu tun.
- 1814: Während der Ersten Restauration änderte sich nichts an der Bezeichnung.
- 16. Juli 1815: Nach der zweiten Rückkehr des Königs wurde die gesamte Napoleonische Armee aufgelöst.
- 1820: Zusammenlegung der 1er Légion de la Manche und der 48e Légion de la Manche zum „25e régiment d’infanterie de ligne“
- 1870: Aufstellung eines Marschregiments, genannt 25e régiment de marche
- 1871: Umbenennung des Marschregiments in 25e régiment d’infanterie de ligne
- 1882: Umbenennung in 25e régiment d’infanterie
- 2. August 1914: Aufstellung des etatmässigen Reserveregiments, des 225e régiment d’infanterie
- 1923: Auflösung. Die Tradition wurde vom 8e régiment d’infanterie weitergeführt.
- 1940: Wiederaufstellung als 25e régiment d’infanterie
- 1940: Nach dem Waffenstillstand von Compiègne erfolgte die endgültige Auflösung

### Fahnen in der königlichen Armee

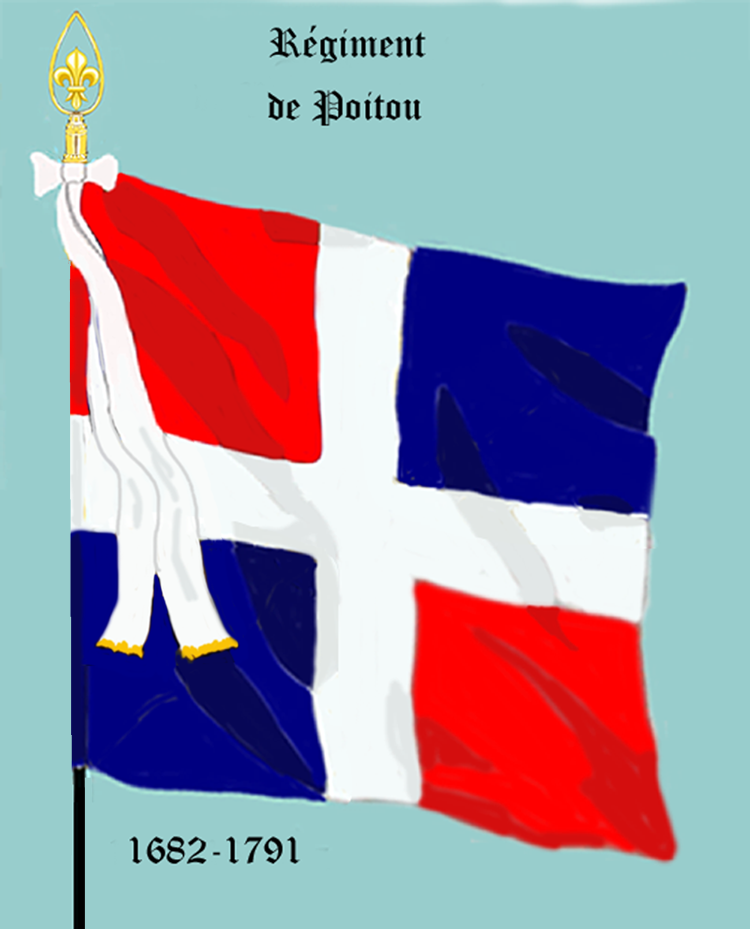
1982 bis 1791
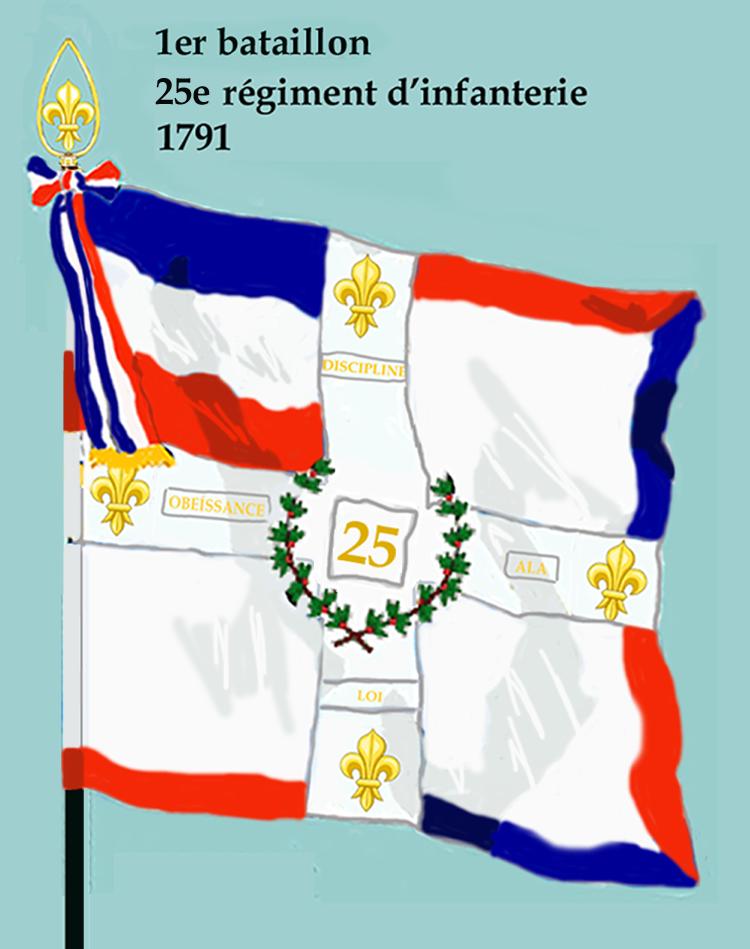
1. Bataillon 1791
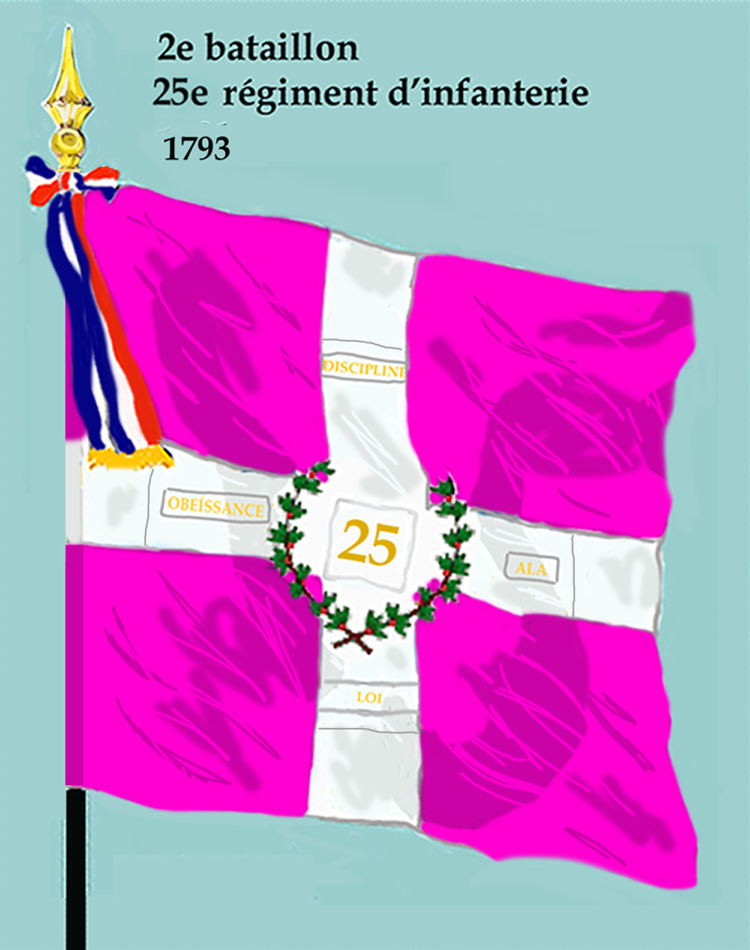
2. Bataillon 1791

### Uniformierung der königlichen Armee

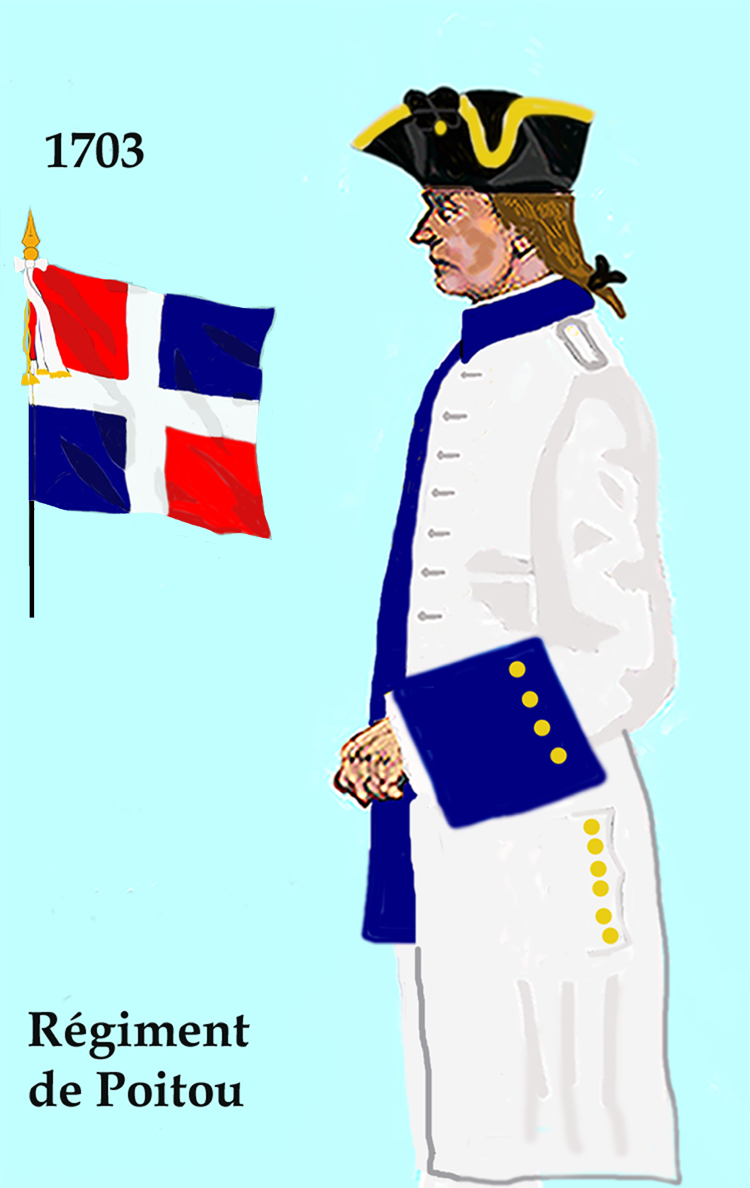
1703
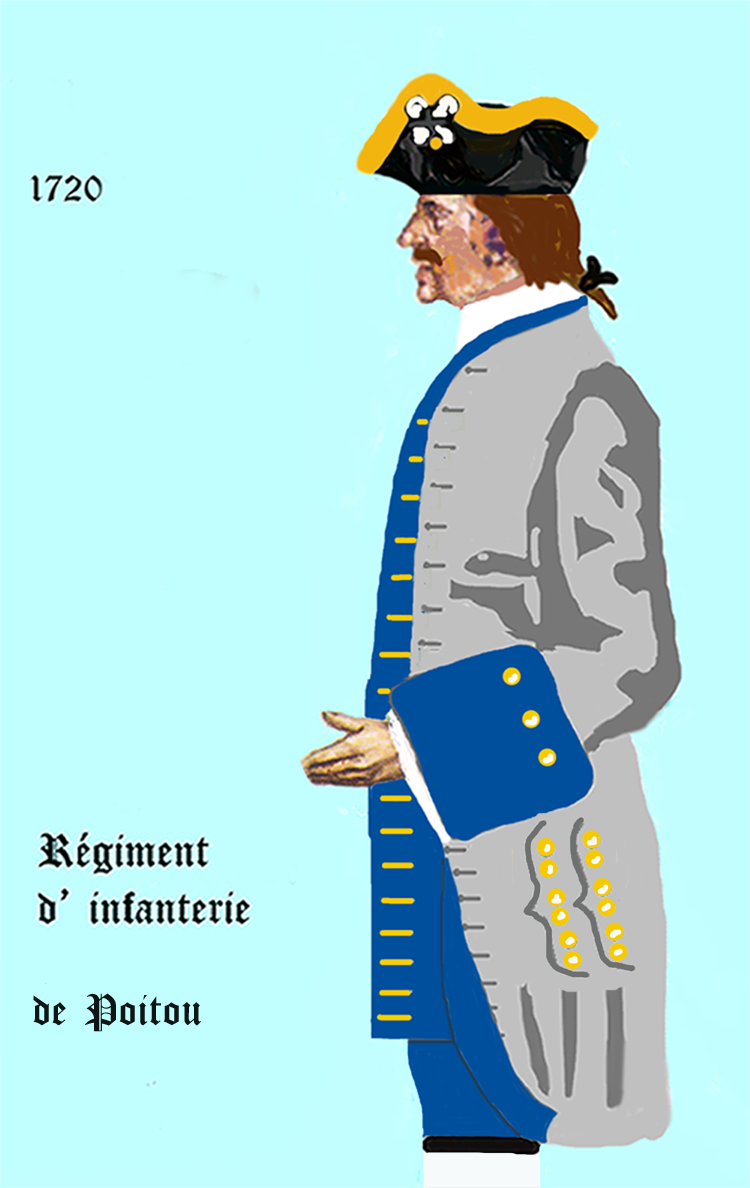
1720 (laut Quelle, müsste aber eigentlich bereits weiß sein)
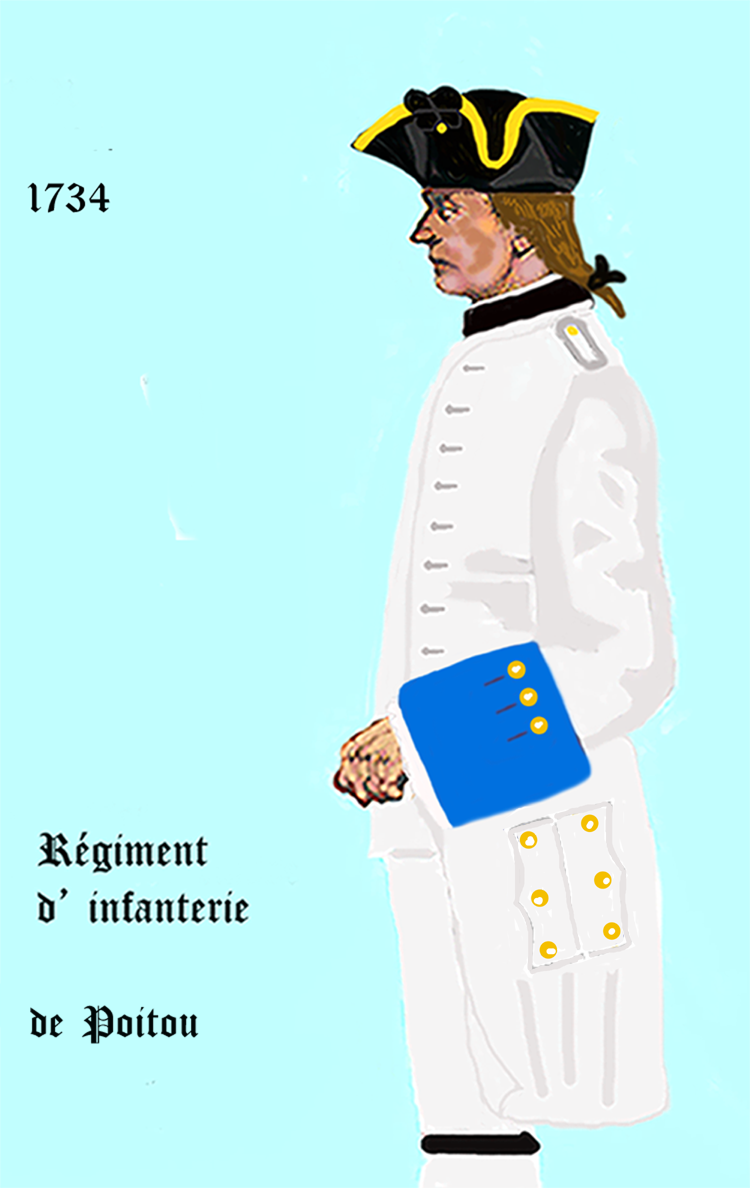
1734
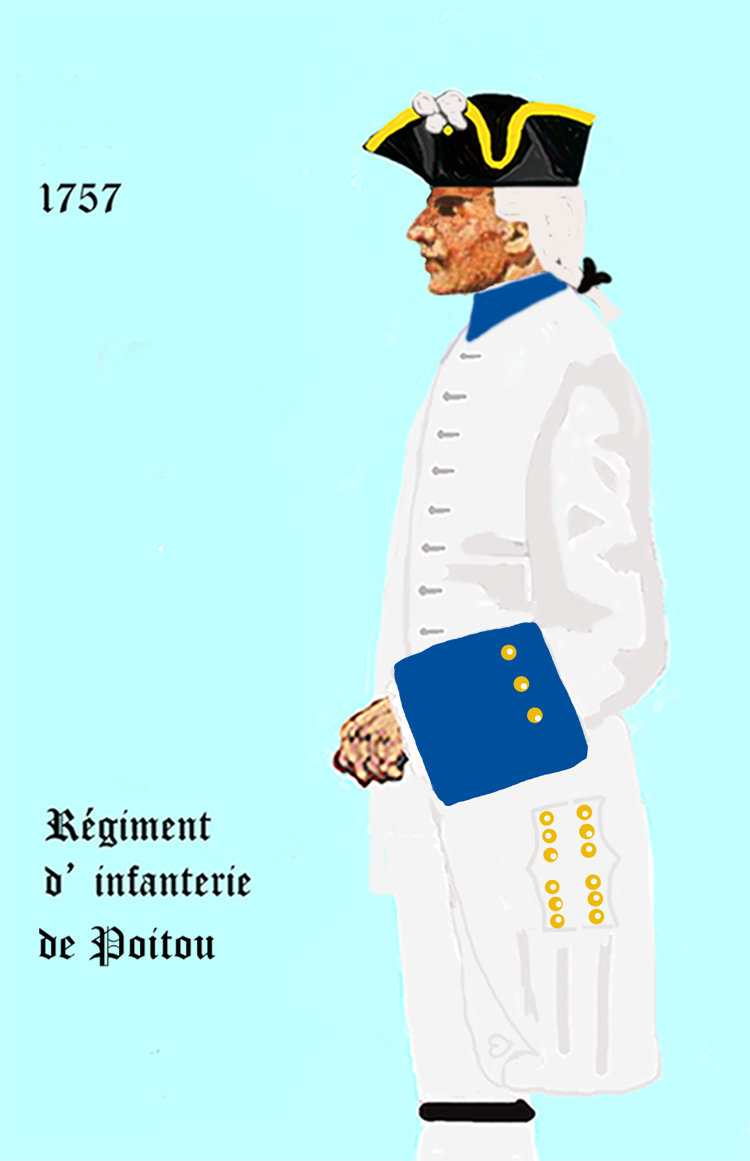
1757
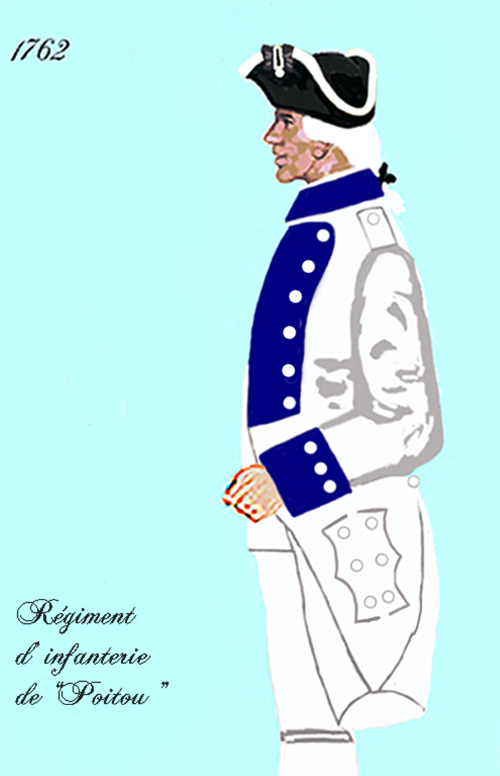
1762
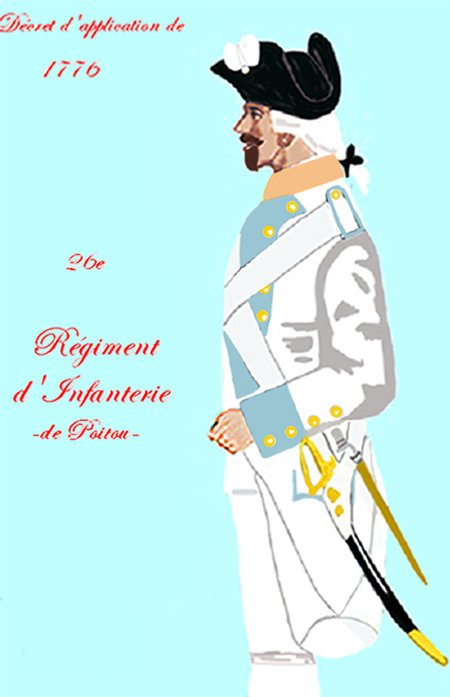
1776
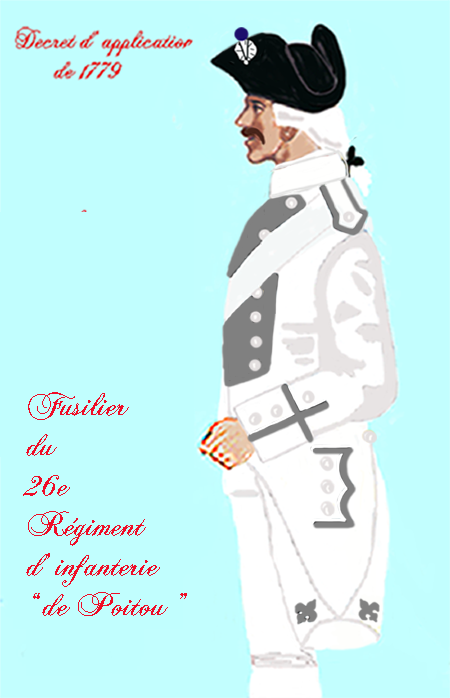
1779
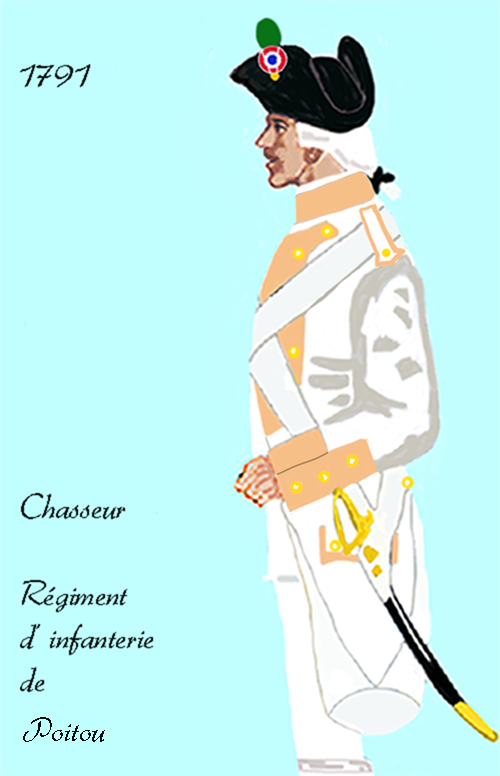
1791

## Mestres de camp/Colonels
Mestre de camp war von 1569 bis 1661 und von 1730 bis 1780 die Rangbezeichnung für den Regimentsinhaber und/oder für den mit der Führung des Regiments beauftragten Offizier. Die Bezeichnung „Colonel“ wurde von 1721 bis 1730, von 1791 bis 1793 und ab 1803 geführt. 
Nach 1791 gab es keine Regimentsinhaber mehr.
Sollte es sich bei dem Mestre de camp/Colonel um eine Person des Hochadels handeln, die an der Führung des Regiments kein Interesse hatte (wie z. B. der König oder die Königin), so wurde das Kommando dem „Mestre de camp lieutenant“ (oder „Mestre de camp en second“) respektive dem „Colonel-lieutenant“ oder „Colonel en second“ überlassen. 
- 1585: Charles de Choiseul du Plessis-Praslin, comte d’Hôtel
- 16. September 1616: César de Choiseul du Plessis-Praslin, comte d’Hôtel
- 4. Februar 1643: Charles de Choiseul du Plessis-Praslin, comte d’Hôtel
- 17. Dezember 1650: Alexandre de Choiseul, comte du Plessis-Praslin
- 24. Mai 1656: César Auguste de Choiseul, comte du Plessis-Praslin
- 31. August 1682: Duplessis-Guénégaud, marquis de Biville
- 3. November 1689: Léonor de Montchevreuil, comte de Mornay
- 21. März 1702: Louis Charles de Montsaulnin, marquis de Montal
- 6. März 1719: Gabriel Jacques de Salignac, marquis de Fénelon
- 19. Februar 1723: César Phébus François, comte de Bonneval
- 2. Januar 1745: François de Broglie, comte de Revel
- 20. November 1757: Louis César Renaud, vicomte de Cheuseuil
- 3. Januar 1770: Eugène Eustache de Mézières, comte de Béthisy
- 1771: Claude-Anne de Rouvroy de Saint-Simon-Montblerú
- 26. April 1775: Eugène Eustache de Mézières, comte de Béthisy
- 8. April 1779: Charles-Paul-François de Beauvilliers, comte de Buzancois
- 10. März 1788: Armand, marquis de Saint-Chamans de Rebenac
- 1791: Colonel Charles Redon
- 1792: Colonel Nicolas Louis Auguste de Roure De Brisson

[…]
- 1803: Colonel Louis Victorin Cassagne
- 1807: Colonel Martin François Dunesme
- 1812: Colonel Martin François Dunesme
  - 1. Bataillon: Chef de bataillon Camescasse: 37 Offiziere und 752 Soldaten
  - 2. Bataillon: Chef de bataillon Lalande: 16 Offiziere und 719 Soldaten
  - 3. Bataillon: Chef de bataillon Jean Darriule: 15 Offiziere und 740 Soldaten
  - 4. Bataillon: Chef de bataillon Evrard: 17 Offiziere und 748 Soldaten
  - 5. Bataillon: Chef de bataillon Pothie: 17 Offiziere und 741 Soldaten
- 1813: Colonel Jean Hyacinthe Sébastien Chartrand
- 1813: Colonel Louis Florimond Fantin de Odoars
- 1814: Colonel Jean-Joseph Gromety

[…]
- 1830: Colonel Barron Du Bois D’Escordal
- 1848 bis 1852: Colonel Antoine-Achille d’Exéa-Doumerc
- 1858 bis 1863: Colonel Théodore de Floyd
- 1870: Colonel Émile Armand Gibon †

…
- 1895 bis 1903: Colonel Aristide Le Moniès de Sagazan
- 1903 bis 1907: Colonel Victor Fourrier
- 1918: Lieutenant-colonel Pique

Offiziere im „25e régiment d’infanterie“ zwischen 1804 und 1815 gefallen oder verwundet:
- gefallen: 14
- an ihren Verwundungen verstorben: 12
- verwundet: 115

## Gefechtskalender

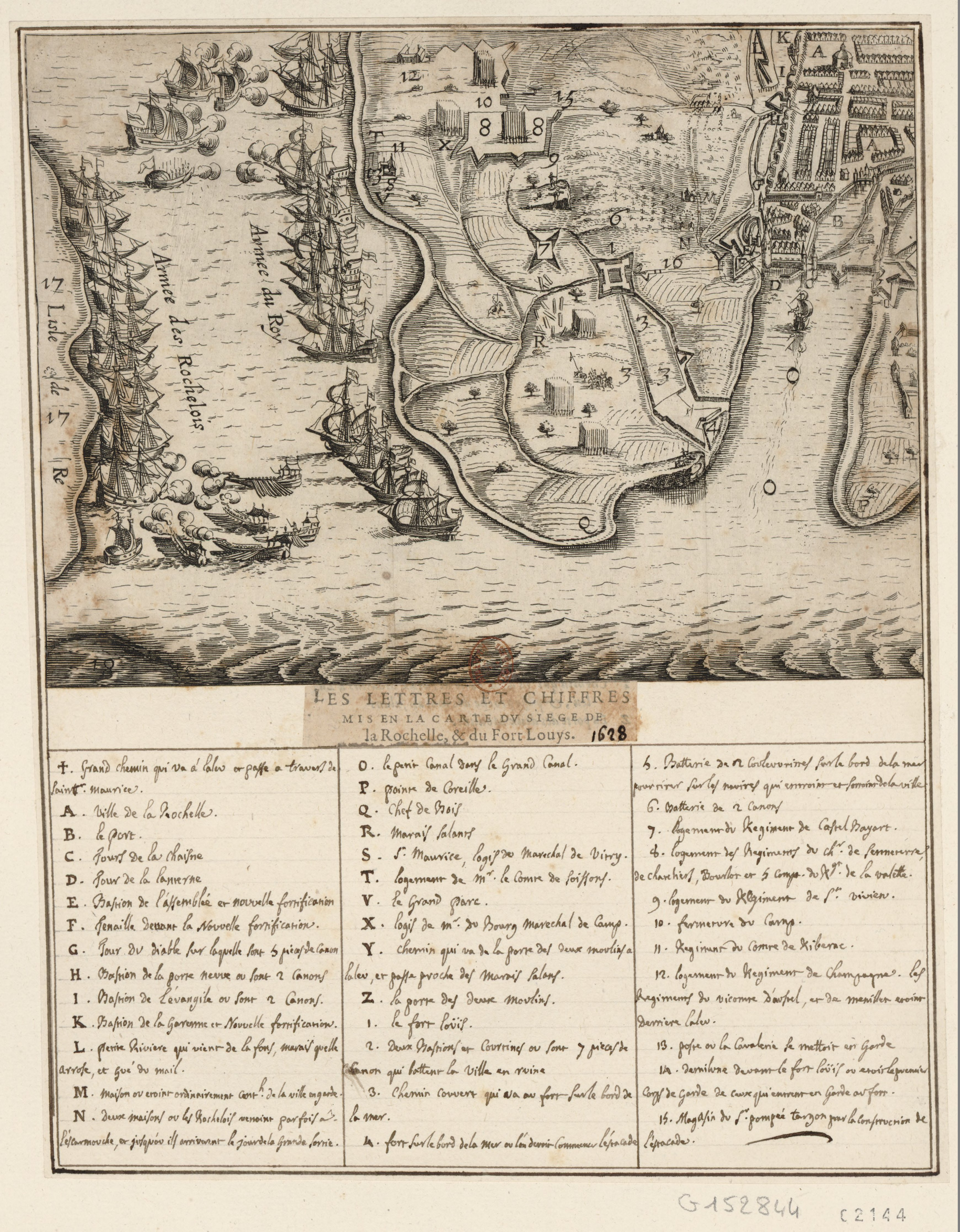
Belagerung von La Rochelle 1621

### Religionskriege und Krieg gegen Spanien und Frankreich (1610 bis 1630)
- 1621 hatte das Regiment seine erste kriegerische Aktion mit der Belagerung von Clérac.
- 1622: bei der Belagerung von Royan und anschließend bei der Blockade von La Rochelle
- 1624 bis 1626: Zusammen mit den Truppen von Jean de Saint-Bonnet de Toiras zog die Einheit in das Médoc und verteidigte 1626 die Île d’Oléron gegen die Engländer. Das Regiment blieb nahezu ein Jahr auf der Insel. Nach dem Abzug der Engländer verlegte die Einheit zu den Blockadetruppen vor La Rochelle. Nach der Kapitulation der Stadt bezog das Regiment dort Garnison.
- 1629: Das Regiment verließ La Rochelle, marschierte in die Gegend um Montauban und richtete dort Zerstörungen auf den Besitzungen der Hugenotten an. Mit der Armee des Königs zog es in das obere Languedoc und nahm an der Belagerung von Privas und der Belagerung von Alès teil.
- 1630: Verstärkt auf 12 Kompanien, überquerte die Einheit zu erstmals die Alpen und war bei der Einnahme von Pignerol und am Gefecht bei Veillane eingesetzt. Am 9. August folgte ein Gefecht am Po und anschließend der Marsch zum Entsatz von Casale Monferrato. Die dortige Zitadelle wurde vom Regiment bis 1635 besetzt gehalten. Der Mestre de camp war währenddessen Botschafter in Turin.

### Dreißigjähriger Krieg (1635 bis 1648)
- 1635 bis 1636: Das Regiment wurde zur Armee in die Picardie beordert und dem Korps von Maréchal de Coligny zugewiesen. Am 20. Mai zeichnete sich „Plessis-Praslin“ im Gefecht bei Avein aus, wo es dem Régiment de Champagne zu Hilfe kommen konnte. Danach erfolgte der Marsch nach Tirlemont, wo es am Angriff am 8. Juni teilnahm. Es folgte die Belagerung von Löwen. „Plessis-Praslin“ erhielt wegen seiner Verdienste in diesem Feldzug das Recht, die weiße Leibfahne und das weiße Fahnenband an der Ordonnanzfahne zu führen. Der Winter wurde in den Niederlanden verbracht. Im Juni 1636 kehrte das Regiment nach Frankreich zurück.
- 1637: In Guise stationiert, war es dem Kommando des Comte de Quincé unterstellt, der im Gebiet um Cambrai einen Kleinkrieg gegen die Spanier unterhielt. Es war auch bei der Belagerung von Landrecies eingesetzt.
- 1638: Der Flandernarmee zugeteilt, konnte sich die Einheit beim Angriff auf Châtelet auszeichnen. Zum Ende des Feldzuges erfolgte die Verlegung nach Lothringen, wo es bei der Einnahme von Blamont und von Lunéville eingesetzt war und bei Breisach am Rhein zur Armee des Herzogs von Sachsen-Weimar stieß. Nachdem Breisach niedergekämpft war, wurden Winterquartiere in der Franche-Comté bezogen.
- 1639: Abmarsch nach Italien. Nur einige Kompanien blieben zurück. Das Regiment diente unter dem Duc de La Valette d’Épernon und kämpfte bei der Belagerung von Cengio, wo es nach sechsstündigem Gefecht in die Verschanzungen eindringen konnte. Es folgte die Belagerung von Chivasso, bei der der Mestre de camp von einer Musketenkugel verwundet wurde. Im gleichen Jahr noch marschierte „Plessis-Praslin“ zum Entsatz von Carmagnola. Am 20. November war es an einem Gefecht an der Straße nach Quiers beteiligt.
- 1640: Mit der Spanienarmee bei der Belagerung von Casal eingesetzt. Am 29. April griff es die Verschanzungen an. Dreimal wurde es zurückgeschlagen und sammelte sich 50 Schritte vor der Angriffsfront neu. Beim vierten Angriff konnte es eine Passage öffnen, worauf der Widerstand zusammenbrach. Bei der Belagerung von Turin im gleichen Jahr bewachte es die Circumvallation zwischen Doria und Valentin.
- 1641: „Plessis-Praslin“ wurde bei der Belagerung von Fossano und der Belagerung von Coni verwendet. Hier fielen die Enseignes Poncet und d’Ensy.
- 1642: Einnahme von Nizza, wo das Regiment drei Demi-lunes besetzte. Bei der Belagerung von Tortona griff es selbst an und wehrte einen Ausbruchsversuch der Spanier ab.
- 1643: In diesem Jahr erhielt das Regiment wieder den Namen „d’Hôtel“. Es zeichnete sich bei der Belagerung von Asti und der Belagerung von Trino aus. Danach kämpfte es bei der Eroberung der Befestigungen der Brücke über die Stura di Demonte.
- 1644: Das Regiment kämpfte bei der Belagerung von Santhià. Geführt von dem erst 16-jährigen Mestre de camp gelangte es bis auf die Contrescarpe.
- 1645: „Hôtel“ verließ Italien und marschierte nach Katalonien, wo es an der Belagerung von Roses teilnahm. Nach der Kapitulation von Roses erfolgte der Rückmarsch nach Italien, wo es im August zur Belagerung von Vigevano kommandiert wurde. Am 19. Oktober kämpfte die Einheit im Gefecht bei La Mora.
- 1646: Die Streitereien zwischen dem Kardinal Mazarin und Papst Urban VIII. führten dazu, dass eine römische Streitmacht unter toskanischer Führung die Insel Elba besetzte. Dem „Régiment d’Hôtel“, das zu diesem Zeitpunkt mit 12 Kompanien in der Zitadelle von Turin lag, wurde daraufhin im September der Marschbefehl erteilt, woraufhin es unverzüglich in Oneglia eingeschifft wurde. Nach drei Tagen wurde Portolongone erreicht, das sofort belagert wurde. Am 27. Oktober wurde eine Mine gezündet, die eine Bresche in eine Bastion schlug, darauf befahl der Maréchal du Plessis-Praslin den Generalangriff, mit dem Regiment seines Sohnes an der Spitze. Nach zwei Stunden war die Verteidigung niedergekämpft. Nach dieser Unternehmung, in der die Capitaines de Lusy, du Bernoy, Launois und Bras d’Or fielen sowie der Mestre de camp, der Major de Réville und weitere Offiziere verwundet worden waren, verlegte das Regiment nach Frankreich zurück und verblieb zunächst im Languedoc in Garnison.
- 1747: im Juni Abmarsch nach Italien
- 1748: Teilnahme an der Belagerung von Casal-Maggiore und am Gefecht bei Cremona. Noch während die Belagerung von Cremona andauerte, zog das Regiment ab und marschierte nach Frankreich zurück, wo die Aufstände der Fronde begonnen hatten.

### Krieg der Fronde (1649 bis 1652)
- 1649: Das Regiment war Teil der Armee, die Paris blockierte. Weiterhin war es beim Angriff auf Charenton-le-Pont, bei der Besetzung von Brie-Comte-Robert und der Vertreibung der lothringischen Truppen über die Aisne beteiligt. Es beendete den Feldzug im Oktober in Flandern und bezog die Winterquartiere in Châtelet.

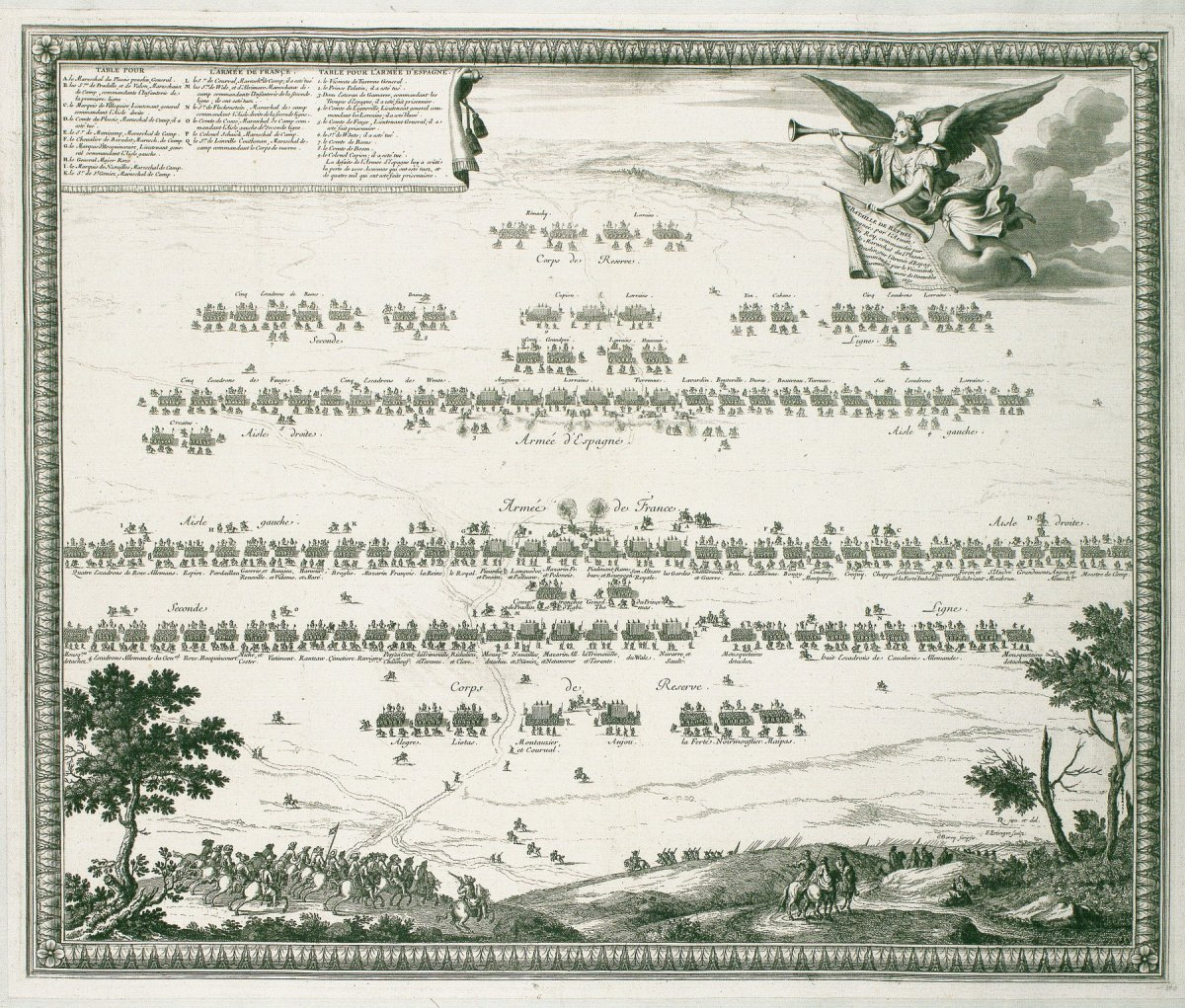
Schlacht bei Rethel

- 1650: Zu Beginn des Jahres folgte mit dem Duc de Vendôme der Feldzug in Burgund. Nach der Einnahme von Bellegarde wurde das Regiment zur Armee des Maréchal du Plessis-Praslin in die Champagne kommandiert, wo es gegen die Spanier und gegen die Truppen der Fronde unter Turenne eingesetzt wurde. Danach marschierte zum Entsatz von Guise, wo es das „Régiment d’infanterie de Turenne“ in die Flucht schlug und dann weiter zur Einnahme von Rethel zog. Allerdings war die Einheit noch nicht eingetroffen, als am 15. Dezember Turenne in der Schlacht bei Rethel geschlagen wurde. Der Regimentskommandant, Charles de Choiseul du Plessis-Praslin, comte d’Hôtel, befand sich da nicht bei seinem Regiment, sondern nahm im Stab seines Vaters an der Schlacht teil. Dabei wurde er so schwer verwundet, dass er zwei Tage später verstarb. Er wurde von seinem Bruder, Alexandre de Choiseul, comte du Plessis-Praslin, ersetzt.
- 1651: Feldzug in Flandern
- 1652: Nachdem das Regiment den Winter in Arras verbracht hatte, stieß es im März bei La Charité-sur-Loire zur Armee des Königs. Hier wurde es auf 400 Mann reduziert und unter das Kommando von Lieutenant-colonel Massoni gestellt.

### Französisch-Spanischer Krieg (1653 bis 1659)
- 1653: Das Regiment diente in diesem Jahr bei den Belagerungen von Vervins, Rethel und Mouzon. Der Feldzug des Jahres wurde mit der Belagerung von Sainte-Menehould beendet.
- 1654: Unter dem Befehl von Abraham de Fabert folgte die Belagerung von Stenay, der Entsatz von Arras und die Besetzung von Quesnoy.
- 1655: Im Juni Einsatz bei der Belagerung von Landrecies. Der Feldzug wurde mit den Belagerungen von Condé-sur-l’Escaut und Saint-Ghislain beendet.
- 1656: Am 24. Mai ging das Regiment an César Auguste de Choiseul, comte du Plessis-Praslin, Bruder seines Vorgängers, über. Es kämpfte vor Valenciennes und hinterließ einen schlechten Eindruck, als seine Linie von den Truppen des Prince de Condé durchbrochen wurde.
- 1657: Einnahme von Montmédy, Saint-Venant und Gravelines
- 1658: Als letzte Aktion dieses Krieges stand die Einheit bei der Belagerung von Dünkirchen. Während seiner Wache konnte das Regiment am 8. Juni einen Ausfall der spanischen Besatzung zurückschlagen.
- 1659: Das Jahr wurde ohne größere Aktionen an der flandrischen Grenze verbracht.

### Devolutionskrieg (1667 bis 1668)
- 1666: Das Regiment lag im Feldlager von Compiègne.
- 1667: Einsatz bei der Einnahme von Berghes, Charleroi, Ath, Tournai, Douai und Lille. Der Chevalier du Plessis wurde bei Lille durch eine Musketenkugel am Kopf verwundet.
- 1668: Verlegung in die Franche-Comté und Teilnahme an den Belagerungen von Besançon, Dole und Gray.

Im Jahre 1669 wurde das Regiment zur Unterstützung des von den Türken belagerten Iraklio auf Kreta abgeordnet. Dazu marschierten die 10 Kompanien zur Einschiffung nach Toulon. Da die Belagerung zwischenzeitlich beendet und die französische Flotte zurückgekehrt war, wurde die Aktion abgeblasen.

### Holländischer Krieg (1672 bis 1678)
- 1672 bis 1673: Feldzug in Holland mit der Belagerung von Arnheim, Genappe und Grave. Danach zog es unter Turenne nach Deutschland, wo es an der Einnahme von Unna, Kamen, Altena und Bielefeld beteiligt war. Der Winter wurde bei Philippsburg verbracht.
- 1674: Im Gefecht bei Seintzheim besetzte das Regiment den rechten Flügel und zeichnete sich beim Angriff auf Burghausen aus. Der Lieutenant-colonel Merlet und mehrere andere Offiziere wurden verwundet. Am 5. Juli schlug sich „Plessis-Praslin“ bei Ladenburg und am 4. Oktober bei Ensheim. Am 29. Dezember folgte der Einsatz im Gefecht bei Mulhausen.
- 1675: Am 5. Januar stand die Einheit in der Schlacht bei Türkheim und zog sich danach mit der Armee nach Philippsburg zurück. Nach der Wiederaufnahme der Feindseligkeiten stand es bei der Belagerung von Dinant, als Bedeckung bei den Belagerungen von Huy und von Limbourg, kämpfte mit Verbissenheit in der Schlacht an der Konzer Brücke und war dann an der Verteidigung von Trier beteiligt. Winterquartiere wurden wieder in Philippsburg bezogen.
- 1676: Im Feldzug des Jahres marschierte das Regiment in der Armee des Maréchal de Luxembourg und war am Gefecht bei Kokersberg beteiligt. Einige Kompanien waren in Philippsburg zurückgeblieben und kämpften bei der erfolglosen Verteidigung der Festung.
- 1677: Zur Flandernarmee kommandiert, war „Plessis-Praslin“ bei der Belagerung von Valenciennes eingesetzt, kam dann zur Armee des Königs, um hier die Truppen des Herzogs von Orléans zu verstärken, und wurde bei der Belagerung von Saint-Omer und im Dezember bei der Einnahme von Saint-Ghislain eingesetzt. Hierbei fiel der Lieutenant-colonel Merlet.
- 1678: Bei der Einnahme von Gent und Ypern, dann Verlegung nach Verdun, wo das Regiment zur Truppe des Maréchal de Schomberg stieß. Im Oktober Belagerung und Einnahme von Burg Lichtenberg. Das Kommando über die Festung wurde dem Lieutenant-colonel Bertrand übergeben.

Nach dem Frieden von Nimwegen wurde das Regiment in Garnisonen im Elsass untergebracht und verblieb inaktiv bis 1688. Nachdem die Herren von Plessis-Praslin aus der Regimentsführung ausgeschieden waren, zog es der König ein. Es wurde am 31. August 1682 unter dem Namen „Régiment de Poitou“ ein Regiment der Krone.

### Pfälzischer Erbfolgekrieg (1688 bis 1697)
- 1688: Poitou war der Armee des Dauphin zugeteilt und bei der Einnahme von Philippsburg, Mannheim und Frankenthal eingesetzt.
- 1689: Teilnahme an der Eroberung der Kurpfalz. Das Regiment konnte sich entlang des Rheins bei der Eroberung der Festen Plätze Burg Rheindorf, Königswinter, Rheinberg und Honnef auszeichnen. Am Ende des Feldzuges wurde das Regiment aufgeteilt, ein Bataillon war bei der Verteidigung von Mainz, das andere bei der Verteidigung von Bonn im Einsatz.
- 1690: Abmarsch nach Flandern und Teilnahme an der Schlacht bei Fleurus. Danach wurde der Feldzug an der Mosel beendet.
- 1691: wieder in Flandern, Belagerung von Mons und Winterquartiere an der Mosel
- 1692: Einnahme von Namur und Schlacht bei Steenkerke. Danach Einsatz bei der Beschießung von Charleroi.

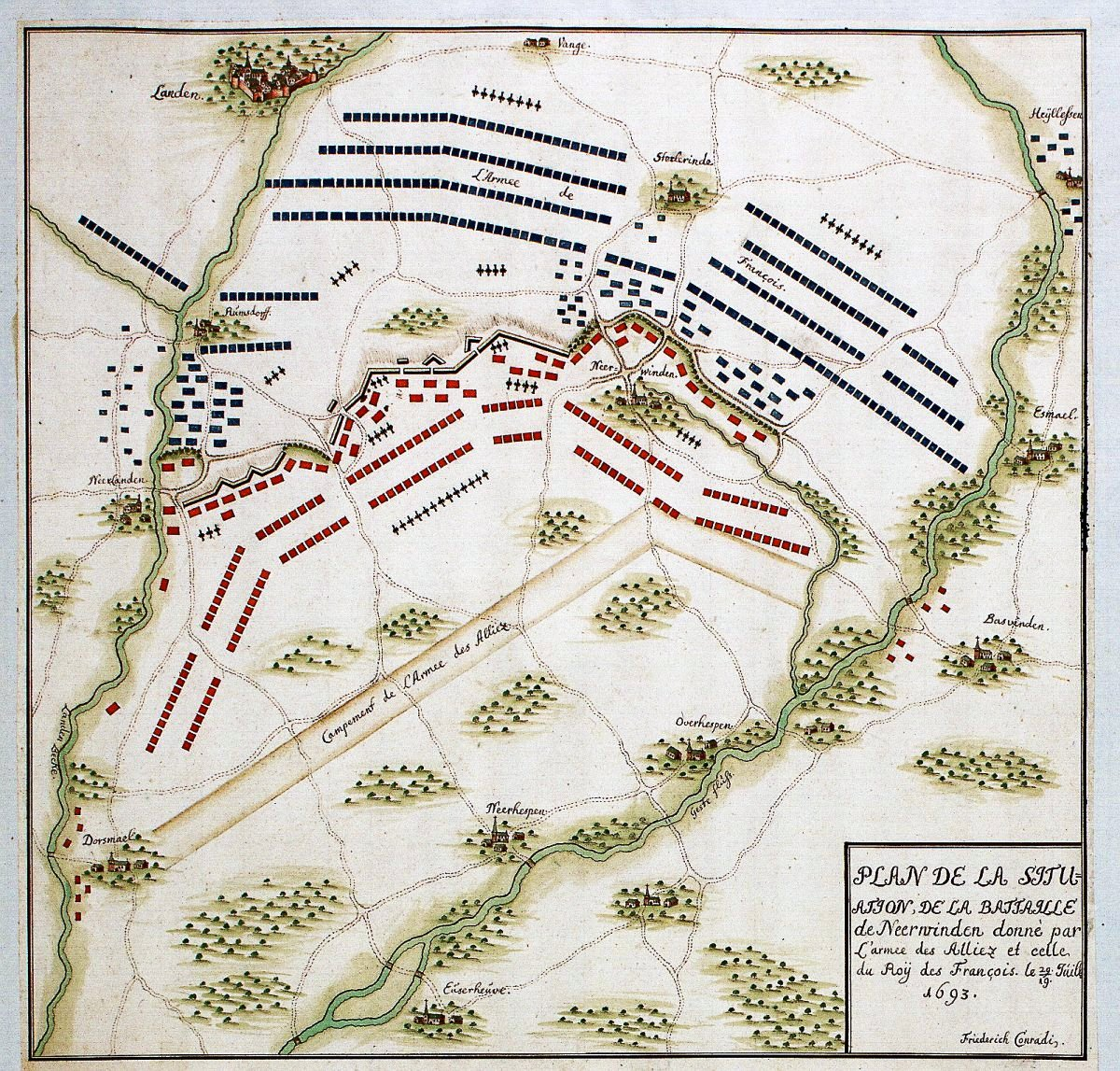
Schlacht bei Neerwinden

- 1693: Feldzug an der Mosel, danach Quartier in Namur. Das 1. Bataillon verließ die Stadt am 12. Juni und beteiligte sich an der Schlacht bei Neerwinden und an der Belagerung von Charleroi; das 2. Bataillon marschierte mit dem Dauphin nach Deutschland.
- 1694: „Poitou“ war mit der Überwachung der Grenzen zu Flandern und zum Artois beauftragt und lag am Jahresende an der Maas.
- 1695: Teilnahme an der Beschießung von Brüssel
- 1696: ohne Aktionen in Flandern
- 1697: Belagerung von Ath. Am 22. Mai öffnete es die Gräben an der Porte de Bruxelles und war an einem Angriff auf die dortige Demi-lune beteiligt.
- 1698: Das Regiment lag im Feldlager von Compiègne.

### Spanischer Erbfolgekrieg (1701 bis 1713)
- 1701: In diesem Jahr verlegte Poitou in die Niederlande.
- 1702: Teilnahme an dem Sieg über die niederländischen Truppen bei Nimwegen, im Juni Marsch nach Straßburg. Im September Teilnahme an der Schlacht bei Friedlingen, in der der Lieutenant-colonel des Regiments, de Chavannes, als Brigadekommandant fiel.
- 1703: Im Februar bei der Belagerung von Kehl. Am 24. April Angriff auf die Bühl-Stollhofener Linie. Die Armee von Villars marschierte dann nach Bayern, um dem bedrängten Kurfürsten zur Hilfe zu kommen. Es folgten Kämpfe in den Ausläufern des Schwarzwaldes, so bei Hornberg. Villars, der fürchtete, die kaiserlichen Truppen könnten bei Tulfingen[3], zwei Lieues (also etwa 8 Kilometer) von der damaligen Stadtumwallung von Ulm entfernt, eine Brücke über die Donau schlagen, hielt eine Abteilung aus sechs Escadrons Kavallerie und das Regiment „Poitou“ zur Bewachung der gefährdeten Stelle zurück. Teilnahme an der Schlacht bei Höchstädt sowie der Einnahme von Kempten und Augsburg. In diesem Jahr wechselte „Poitou“ als erstes Regiment des französischen Heeres den grauen gegen einen weißen Uniformrock. Das Regiment führte pro Bataillon vier Ordonnanzfahnen. Winterquartiere wurden in Schwaben bezogen.

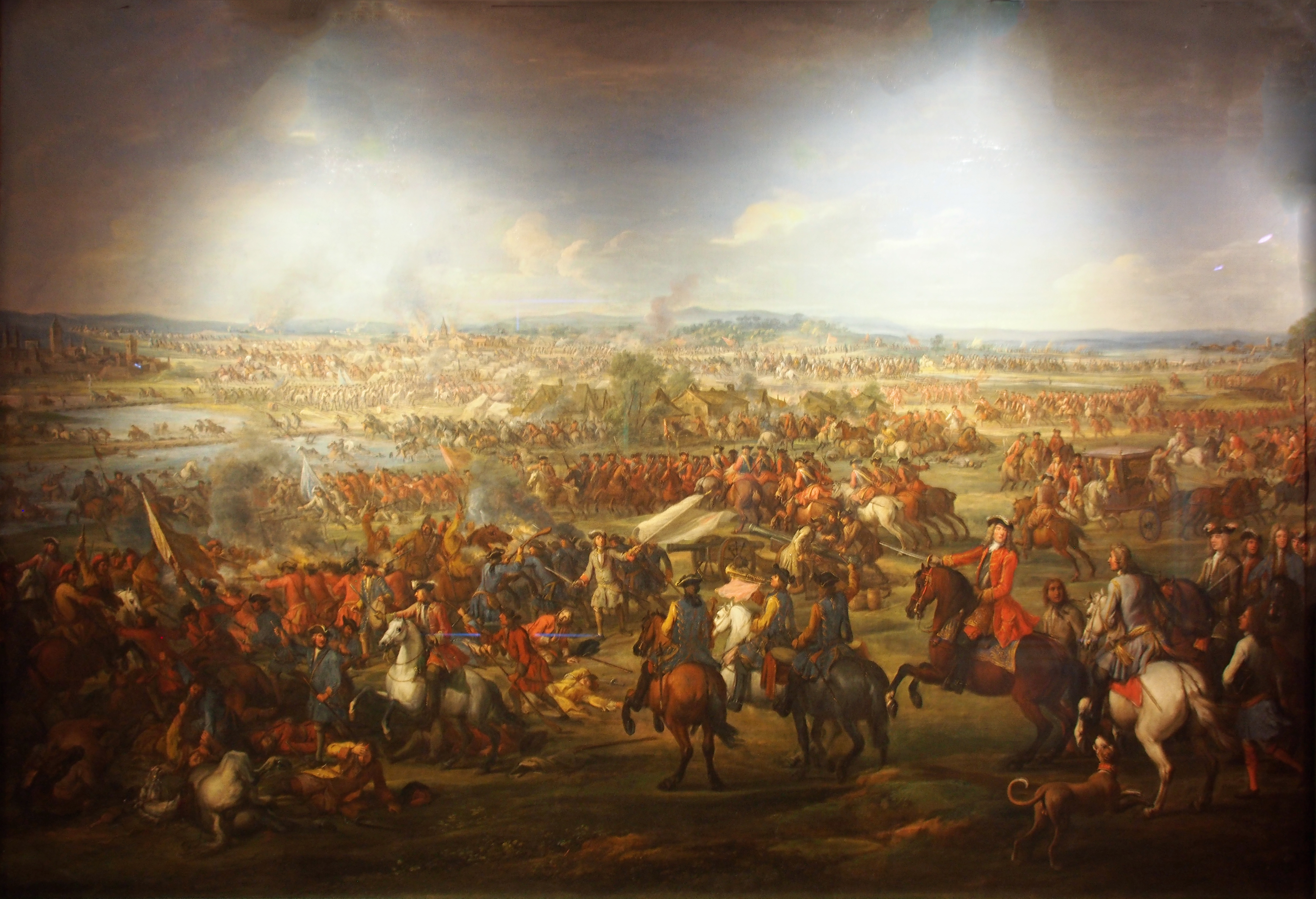
Zweite Schlacht bei Höchstädt

- 1704: Einnahme von Gemünden am Main, bei der vier kaiserliche Bataillone gefangen genommen werden konnten. Es folgte die Niederlage in der Zweiten Schlacht bei Höchstädt. Danach Rückzug zum Rhein mit Garnison in Viersheim, Erlisheim und Offenbach an der Queich. Zusammen mit den Regimentern de Chartre und „de Luxembourg“ wurde es zum Bau einer Redoute vor dem Fort-Louis eingesetzt.
- 1705: Feldzüge an der Mosel
- 1706: Am Ende des Jahres wurde die Einheit zur Verstärkung der Flandernarmee abgestellt und geriet so in die Niederlage der Schlacht bei Ramillies.
- 1708: In der Schlacht bei Oudenaarde kämpfte „Poitou“ verlustreich im Brigadeverband mit dem Régiment du Roi und zog sich dann geordnet zurück.
- 1709: zusammen mit dem Régiment de Picardie als Brigade in der Schlacht bei Malplaquet eingesetzt
- 1710: Belagerung von Valenciennes
- 1711: Das Regiment kämpfte in den Scharmützeln bei Hordain und Arleux, verließ dann Mitte Juni Flandern, um zur Armee im Elsass zu stoßen.
- 1712: Wieder in Flandern, folgten der Angriff auf die Verschanzungen von Denain und die Einnahme von Douai, von Quesnoy und von Bouchain.
- 1713: Abkommandierung zur Rheinarmee und Teilnahme an den Belagerungen von Landau (Pfalz) und Freiburg im Breisgau. Am 14. Oktober griffen während des Generalangriffs „Poitou“ und Royal-Roussillon am rechten Flügel den gedeckten Weg an. Daraufhin befahl der Gouverneur von Freiburg, der Baron von Asch, einen Ausfall, der mit 1200 Mann geführt wurde und auf die ersten beiden Bataillone von „Poitou“ und „Royal-Roussillon“ traf. Nach heftigem Kampf wurden die Kaiserlichen zurückgeworfen. Die Angreifer gingen dann weiter vor und versuchten, eine Lünette zu erobern, was aber am hartnäckigen Widerstand der Verteidiger scheiterte.

### Krieg der Quadrupelallianz (1717 bis 1720)
- 1719: Verlegung des Regiments zur Spanienarmee mit der Beteiligung an der Belagerung von Hondarribia, San Sebastian, Urgell und Roses.
- 1727: Nachdem die Einheit in verschiedenen Orten untergebracht worden war, wurde schließlich in diesem Jahr das Feldlager an der Maas als Garnison bestimmt.

### Polnischer Thronfolgekrieg (1733 bis 1738)
- 1733: „Poitou“ verlegte nach Lothringen und besetzte Nancy für den ehemaligen König von Polen und dann Herzog von Lothringen, Stanislaus I. Leszczyński.
- 1734: Der Armee am Rhein zugeteilt, nahm das Regiment an der Belagerung von Philippsburg teil.
- 1735: Die Einheit war im Gefecht bei Klausen eingesetzt und verbrachte den Rest des Feldzuges in der Umgebung von Trier.

Es folgten keine weiteren Aktivitäten. Bei Kriegsende war „Poitou“ in Givet und Charlemont stationiert.

### Österreichischer Erbfolgekrieg (1740 bis 1748)
- 1740: Bei Kriegsbeginn wurde das Regiment an den Rhein beordert. Hier gehörte es zum Korps des Marquis de Mallebois, mit dem es nach Westfalen einmarschierte und in Münster Quartier bezog. Hier blieb es bis Juni 1742.
- 1742: Mallebois erhielt im Juni den Befehl, die Armee in Böhmen zu unterstützen, und machte sich im August in Richtung Donau auf den Weg. Am 18. September wurden die Grenadiere der Regimenter „Champagne“ und „Poitou“, die die Vorhut bildeten, von österreichischen Husaren eingeschlossen. Nach heftigem Kampf, in dem sich die Grenadiere auf ein isoliert stehendes Gebäude zurückziehen mussten, gaben die Husaren schließlich auf. Die Kompanie des Capitaine La Rochette war jedoch aufgerieben worden. Der Capitaine selbst und zwei Lieutenants wurden gefangen genommen. Am nächsten Tag bezog das Regiment in Landau an der Isar Garnison. Nachdem die Belagerung von Prag beendet war, ohne dass das Korps de Mallebois entscheidend eingegriffen hatte, wurde „Poitou“ nach Deggendorf beordert. Den Weg dahin musste es sich Schritt für Schritt erkämpfen.
- 1743: Im Mai wurde das Regiment den 11 Bataillonen zugeteilt, die dem bayerischen Marschall Friedrich Heinrich von Seckendorff zur Unterstützung gesandt wurden. Im Juni wurde Memmingen von der Einheit besetzt. Danach verlegte sie in das Feldlager bei Regensburg. Im Juli erfolgte die Rückverlegung nach Frankreich, die restliche Zeit des Feldzuges wurde am Rhein verbracht. Das Regiment wurde in Colmar, Bantzenheim und Chalempey stationiert. Im Oktober wurde eine Abteilung von 97 Mann unter dem Capitaine Lamtertye zur Besatzung von Ingolstadt kommandiert.
- 1744: Abordnung von „Poitou“ zur Alpenarmee
- 1745: Das Regiment konnte sich am 27. September im Gefecht am Tanaro auszeichnen.
- 1746: Am 16. Juni Einsatz im Gefecht bei Piacenza und Rückzugskämpfe an den Tidone. Am Ende des Jahres erfolgte der Rückmarsch nach Frankreich.
- 1747: „Poitou“ verteidigte die Provence gegen österreichisch-sardische Angriffstruppen und war bei der Rückeroberung der Îles de Lérins, beim Angriff auf Villefranche und Montauban und bei der Eroberung der Grafschaft Nizza eingeteilt. Am 23. Juni wurde die Einheit mit dem Korps von Marquis de Belle-Isle in die Dauphiné geschickt, um den Feind zu bedrohen und so von der Belagerung von Genua abzubringen. Bis zum Friedensschluss blieb sie in der Gegend stationiert.

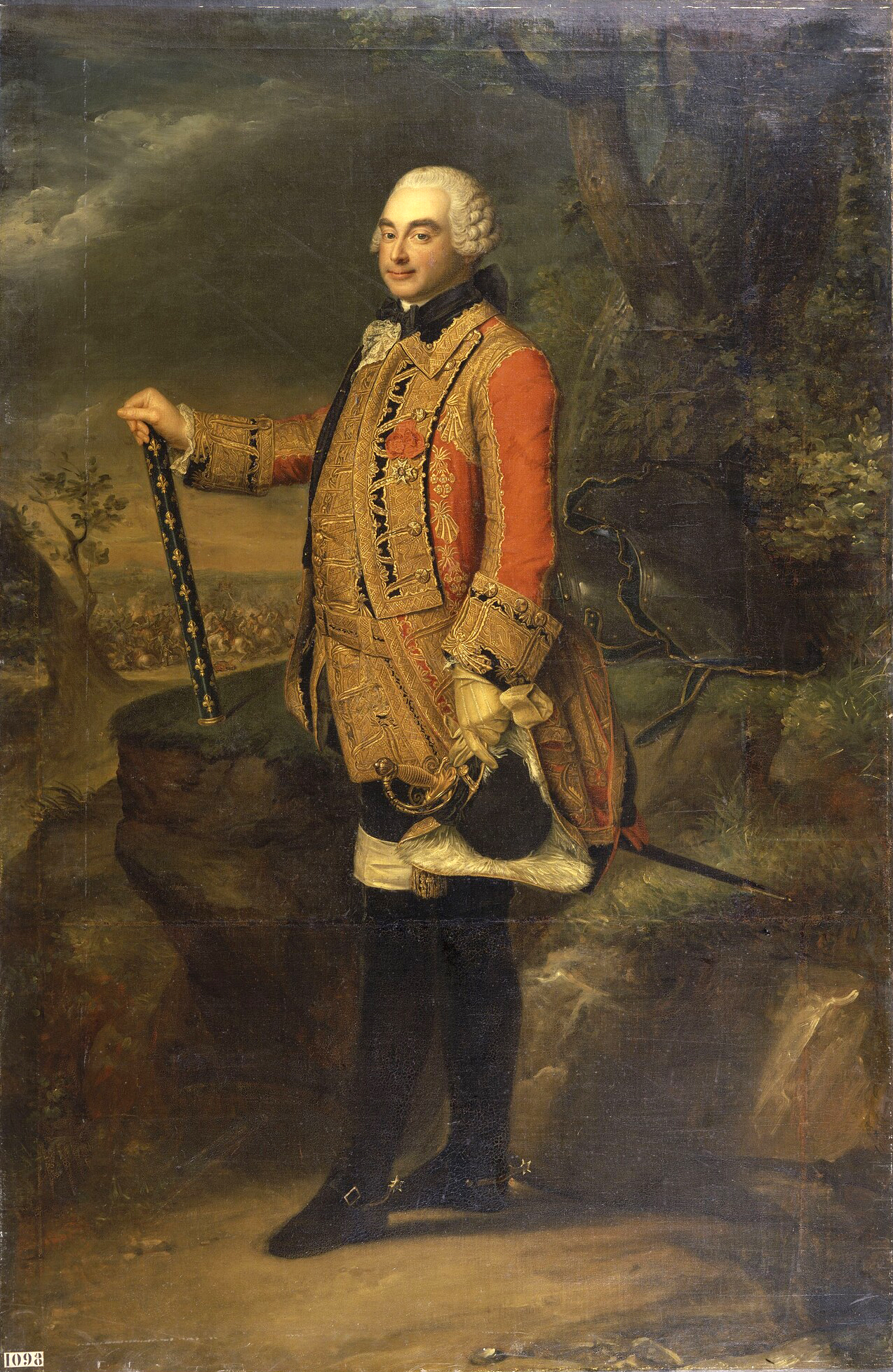
Der Maréchal de Soubise, französischer Oberkommandierender in Westfalen

### Siebenjähriger Krieg (1753 bis 1763)
- 1753: „Poitou“ war im Feldlager von Aimeries-sur-Sambre untergebracht und wurde bei Kriegsausbruch zur Bewachung der Grenzen nach Flandern und in das Artois kommandiert. Der Winter wurde in Béthune verbracht.
- 1757: Anmarsch nach Brüssel und bei Stockheim Eingliederung in die Armee von Maréchal Soubise. Einnahme von Wesel und von Jülich. Marsch nach Sachsen und Teilnahme an der Schlacht bei Roßbach. In dieser desaströsen Niederlage wurde der Colonel Comte de Revel tödlich verwundet, der Lieutenant-colonel Dufay wurde verwundet, ebenso der Major[4] Bonneval. Die Capitaines La Voicelle und Maynot sowie die Lieutenants Sablas und Pigeon fielen. Das Regiment zog dann an die Grenze zurück und wurde erst 1761 wieder in Deutschland eingesetzt. Hier kämpfte es mit Auszeichnung in der Schlacht bei Vellinghausen.
- 1762: Am 24. Juni fand das Gefecht bei Grevenstein statt, bei dem Teile des Regiments von feindlicher Kavallerie eingekreist und gefangen genommen wurden, darunter waren 12 Offiziere. Der Capitaine Le Roy de la Chaise fiel. Am 20. September stand die Einheit im Gefecht bei der Burg Amöneburg, die dabei zerstört wurde, und erkämpfte sich dann den Übergang über die Lahn, um nach Frankreich zurückzukehren.

### Friedenszeit
- 1763: In Frankreich wurde das Regiment durch die Eingliederung des aufgelösten „Régiments de Saint-Mauris“ auf vier Bataillone verstärkt. Als Garnison wurde ab März Nîmes und Montpellier zugewiesen.

Im Mai 1764 wurde Saint-Omer, im August 1765 Besançon, im Oktober 1766 Metz, im Oktober 1769 Straßburg, im Oktober 1771 Briançon und Montdauphin und im Oktober 1773 Verdun als Garnison bestimmt. Im Oktober 1776 verlegte die Einheit nach Thionville, im Mai 1777 nach Quesnoy, im Februar und April nach Condé und Douai und im April 1779 nach Guingamp.

### Amerikanischer Unabhängigkeitskrieg (1776 bis 1783)
Das Regiment stellte Détachements auf die Schiffe von Admiral Luc Urbain du Bouëxic de Guichen und kämpfte auf diesen in den Gefechten gegen die britische Flotte bei den Antillen.

### Friedenszeit
Im Juni 1780 wurde das Regiment in Valenciennes wieder zusammengeführt. 1782 erfolgte die Verlegung nach Vannes, Nantes und Port-Louis, im Juli 1783 nach Givet, im August 1784 nach Le Havre, im Mai 1786 nach Valenciennes, im April 1788 nach Poitiers, im Juni 1788 nach Port-Louis und im März 1789 nach Nantes.

### Revolution
Zu Beginn der Revolution war das Regiment in Nantes in heller Aufruhr. Die Offiziere wurden davongejagt, und der Lieutenant-colonel wurde im Gefängnis festgehalten. Nachdem die Nationalversammlung der Einheit daraufhin mit der Auflösung gedroht hatte, wurde vom Regiment eine Ergebenheitsadresse, in der Unterwerfung und Reue gelobt wurden, an diese geschickt. Daraufhin wurden am 17. September 1790 die angedrohten Sanktionen zurückgenommen.
Im Januar 1791 wurde das 1. Bataillon nach Landau (Pfalz) verlegt.
Im Jahre 1790 hatte das Régiment de la Martinique gemeutert und die starke Befestigung Fort Bourbon besetzt. Als dem „Régiment de la Guadeloupe“ befohlen wurde, gegen die Aufständischen vorzugehen, verweigerte dieses ebenfalls den Gehorsam und schloss sich den Meuterern an.
Die 2. Bataillone des 31e régiment d’infanterie, des 34e régiment d’infanterie und des 58e régiment d’infanterie wurden daraufhin in Brest, das 2. Bataillon des „25e régiment d’infanterie“ in Nantes auf Schiffe verladen und in Martinique zur Bekämpfung der Rebellen an Land gesetzt.
Dort scheint das 2. Bataillon 25e RI aber nicht angekommen zu sein, da es sich im Juni in Les Sables-d’Olonne befand. Die beiden Bataillone wurden bald darauf in Orléans wieder zusammengeführt. Das Regiment verlegte dann im Oktober nach Verdun.

### Kriege der Revolution und des Ersten Kaiserreichs
- 1792 bis 1793: Feldzug in Belgien, Besetzung von Namur. Im Gefecht bei Jalin zu Beginn des Jahres 1792 schlug das 1. Bataillon unter de Rochambeau mit 2.000 Mann Infanterie und einigen Reitern ein österreichisches Korps in die Flucht. Danach stand es bei der Verteidigung der Übergänge über die Argonnen. Nach dem Rückzug der Preußen marschierte es nach Belgien und kam nach der Schlacht bei Neerwinden und der Schlacht bei Hondschoote nach Frankreich zurück.

Am Ende des Jahres 1794 verlegte es in die Vendée, um den dortigen Aufstand zu bekämpfen.
Das 2. Bataillon verblieb unter dem Kommando von Lieutenant-colonel Drouart der Lercy während der preußischen Invasion in Mézières, zog dann unter Charles-François Dumouriez nach Belgien und wurde in Mons in Garnison gelegt. Nur die Grenadierkompanie stand da noch zur Verfügung. Der Rest des Bataillons wurde beschuldigt, mit Dumouriez die Seiten gewechselt zu haben, was aber von Auguste Marie Henri Picot de Dampierre widerlegt wurde. Zu Beginn des Jahres 1794 war das Bataillon der Armee von Jean-Charles Pichegru zugeteilt und nahm an der Eroberung der Niederlande teil. Im November lag es in Bergen op Zoom in Garnison.

### Unterbrechung der Traditionslinie
Im Zuge der Premier amalgame wurde der Regimentsverband aufgelöst und nicht wieder zusammengeführt.
Das 1. Bataillon wurde zusammen mit dem
4e bataillon de volontaires du Nord
5e bataillon de volontaires de l’Oise
zur 49e demi-brigade de bataille.
Das 2. Bataillon wurde zusammen mit dem
3e bataillon de volontaires de l’Oise
6e bataillon de volontaires de la Seine-Inférieure
zur 50e demi-brigade de bataille.
Damit endete die Tradition des Regiments – zwischen 1794 und 1803 existierte kein 25. Infanterieregiment –, bis sie 1803 mit einem neugebildeten „25e régiment d’infanterie de ligne“ fortgeführt wurde.

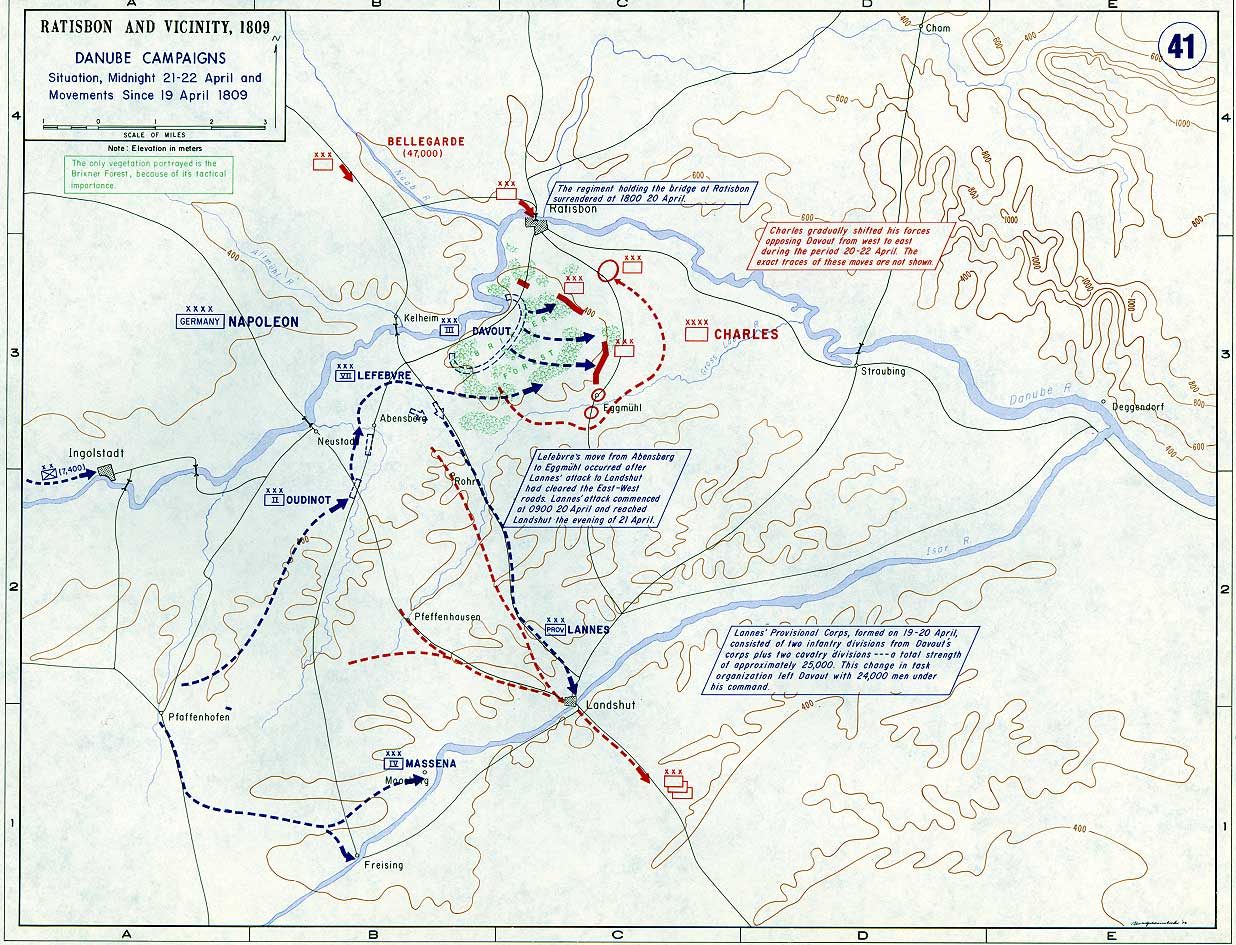
Schlacht bei Eckmühl

### Feldzug in Deutschland und Polen (1805 bis 1809)
- 1805: Besetzung von Steyr, Schlacht bei Austerlitz
- 1806: Schlacht bei Auerstedt, Schlacht bei Pułtusk
- 1807: Schlacht bei Eylau
- 1809: in Landshut, Schlacht bei Eckmühl, Schlacht bei Regensburg, Schlacht bei Wagram

### Feldzug in Spanien (1810 bis 1811)

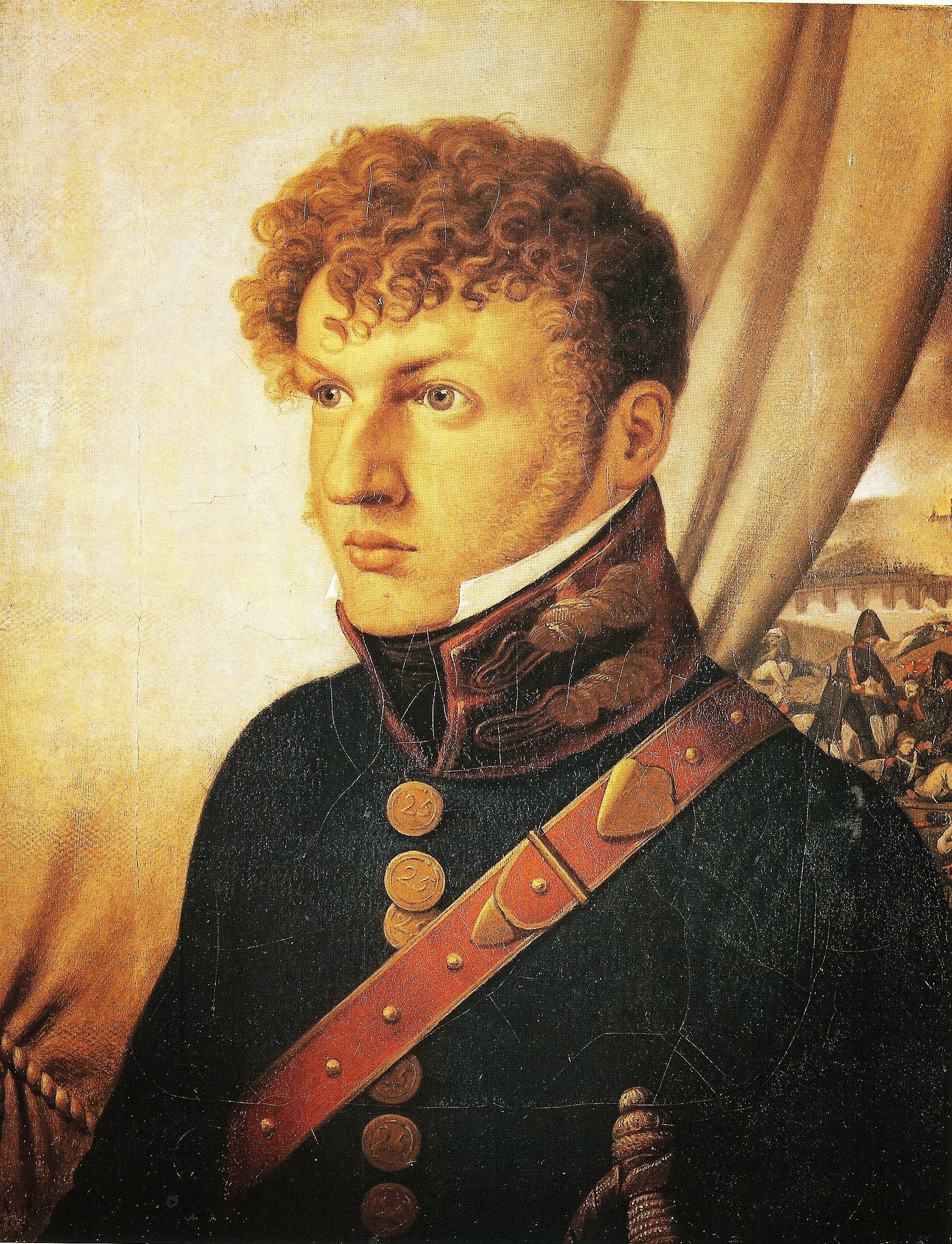
Johann Christian Jeremias Martini als Regimentsarzt (1809)

- 1810 in Ciudad-Rodrigo und Astorga – 1811 in Carascal

### Russlandfeldzug
- 1812: Am 1. Januar gehörte das 25. Infanterieregiment zusammen mit dem 57e régiment d’infanterie zur 1. Brigade von Général Baron Duppelin. Diese war der 5. Division zugeteilt. Garnison des Regiments war Bremen.

1. Februar: Abmarsch aus Bremen nach Stettin
10. März: Ankunft in Stettin
20. März: Abmarsch nach Marienwerder – Verbleib dort bis 10. Mai
15. Mai:  Die 5. Division wurde dem 1. Korps von Maréchal Davout zugeteilt. Die Bataillone wurden auf mehrere Garnisonen verteilt:
das 1. Bataillon in Mulhausen
das 2. Bataillon Becklenhoff
das 3. Bataillon in Marienfeld
das 4. Bataillon in Weskenhof
das 6. Bataillon in Ponickrendork
24. Juni: Das 1. Korps und mit ihm das 25. Infanterieregiment überschritten den Njemen und traten in den Russlandfeldzug ein.
25. Juni: Ankunft in Zismoty
27. Juni: Ankunft in Jõhvi
28. Juni: Ankunft in Wilna
- 1812: Das Regiment nahm an der Schlacht an der Beresina, der Schlacht bei Malojaroslawez, der Schlacht bei Wjasma, der Schlacht bei Krasnoje und an Kämpfen bei Wilna teil.

### Feldzug in Deutschland (1813)
- 1813: Schlacht um Dresden, Schlacht bei Kulm und Völkerschlacht bei Leipzig

### Feldzug in Frankreich (1814)
- 1814: Gefecht bei Claye und Gefecht bei Villeparisis, Schlacht bei Paris

### Feldzug in Belgien (1815)
- 1815: Schlacht bei Ligny, Schlacht bei Waterloo

### 1815 bis 1848
- 1823: bei der Französischen Invasion in Spanien eingesetzt
- 1830: Mit Anordnung vom 18. September wurde ein viertes Bataillon aufgestellt. Das Regiment hatte von da an einen Personalbestand von 3.000 Mann.[7]
- 1832: Am 5. und 6. Juni bekämpfte das Regiment die Aufständischen in Paris. Am 8. November stand die Einheit in Lens in Bereitschaft.
- 1852 bis 1861: In Italien stationiert. Einsatz im Sardinischen Krieg.
- 1863: Garnison in Perpignan

### 1870 bis 1914
- Deutsch-Französischer Krieg

Am 16. August 1870 wurde vom Regiment ein viertes Bataillon aus überzähligen und nachrückenden Reservisten aufgestellt. Es verließ das Depot und wurde dem „7e régiment de marche“ zugeteilt.
- 7. Oktober 1870: Einsatz des „25e régiment d’infanterie“ in der Schlacht bei Bellevue
- 1873: Garnison in Cherbourg
- 1881 bis 1886: Feldzug in Tunesien

### Erster Weltkrieg
Bei Kriegsausbruch war das Regiment von August 1914 bis November 1918 der 39. Infanteriebrigade in der 20. Infanteriedivision des 10. Korps zugeteilt.
- 24. August 1914: Schlacht bei Charleroi
- 29. August 1914: Schlacht an der Guise
- 5. bis 12. September 1914: Schlacht an der Marne
- 1915: Stellungskämpfe im Artois

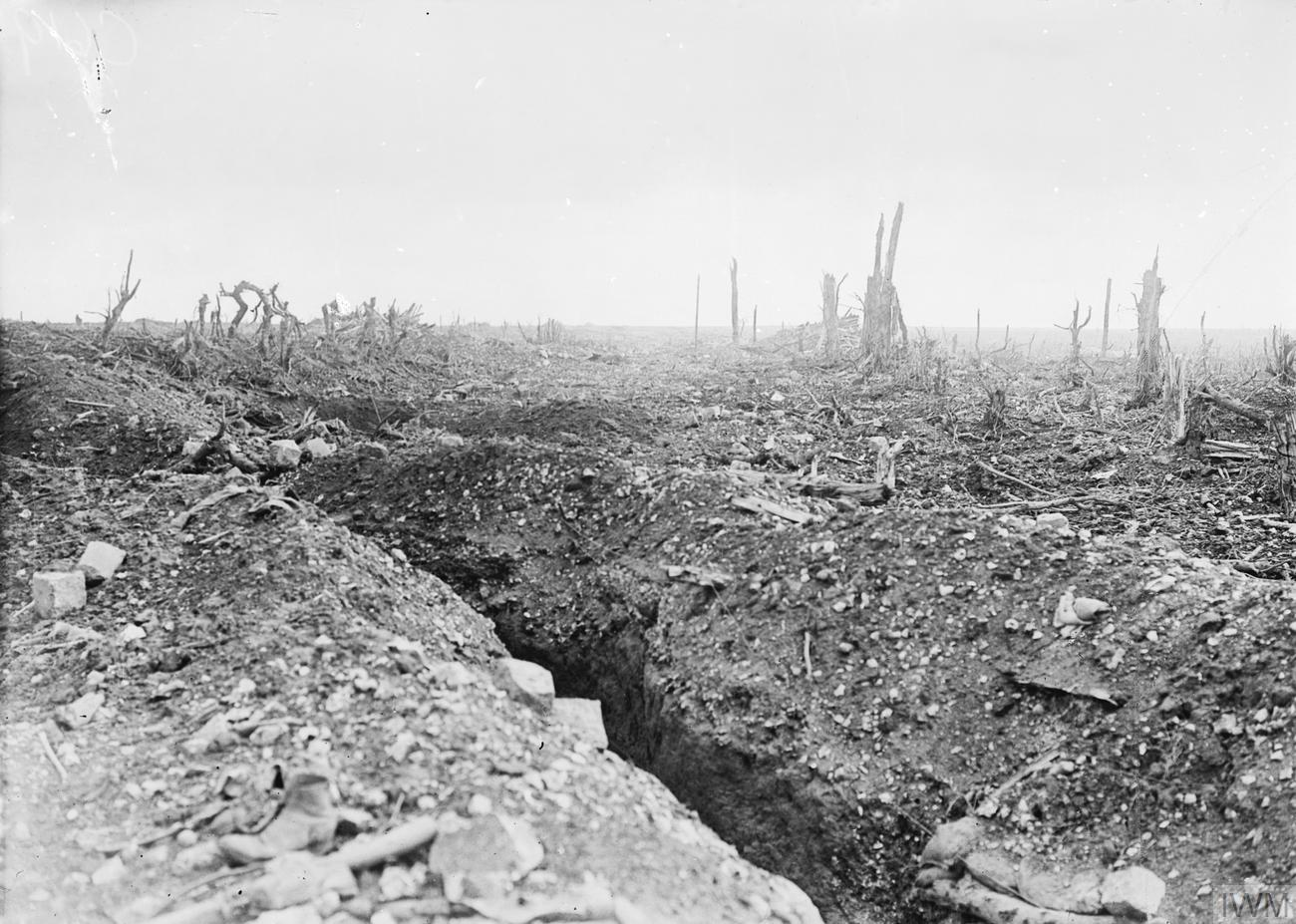
Schlachtfeld an der Somme

- 30. November 1916 bis 2. Januar 1917: Angriffskämpfe an der Somme
- 2. Januar bis 7. Februar 1917: Ruhezeit und Ausbildung im Camp de Crèvecœur
- 7. Februar bis 21. März 1917: Stellungskämpfe bei Beuvraignes und südlich von Armancourt, dann bei Popincourt
- 21. März bis 24. April 1917: Stellungskämpfe in der Champagne
- 24. April bis 25. Mai 1917: Stellungskämpfe im Abschnitt Cornillet und an der Ferme des Marquises. Am 30. April Angriff auf den Mont Cornillet und weiter auf das Grille-Massiv von Moronvilliers.
- 25. Mai bis 15. Juni 1917: Das Regiment bezog Ruhelager im Westen von Châlons-sur-Marne. Am 19. Juni wurde es nach Verdun verlegt. Hier wurde es bis zum 14. Juli zum Arbeitseinsatz zur Vorbereitung des Angriffs am 20. August eingesetzt.
- 14. Juli bis 8. August 1917: Besetzung eines Sektors im Abschnitt Côte du Poivre und Louvemont
- 8. bis 29. August 1917: Rückzug aus der Front, Ruhe und Ausbildungszeit in der Region Verdun
- 29. August bis 20. Oktober 1917: Stellungskampf im Sektor Samogneux und an der Côte de Talou. Am 9. September sowie am 2. und am 6. Oktober konnten deutsche Angriffe abgewehrt werden.
- 20. Oktober bis 6. November 1917: Ruhezeit bei Vanault-les-Dames
- 6. November bis 3. März 1918: Stellungskämpfe im Sektor Verdun bei les Éparges und Haudiomont
- 3. März bis 23. Mai 1918: Angriffskämpfe bei Sommedieue

### Zweiter Weltkrieg
Am 1. Juni wurde das Regiment aus dem „Groupement d’unités d’instruction n° 18“ (Ausbildungsgruppe Nr. 18), bestehend aus dem jeweils 2. Bataillon des 14e régiment d’infanterie, des 18e régiment d’infanterie und des 57e régiment d’infanterie, bereits im Angesicht der drohenden Niederlage hastig aufgestellt.
Zum Regiment gehörte noch die 14e CDAC (Compagnie Divisionnaire AntiChar – 14. Divisionspanzerabwehrkompanie). Es war der 238. Leichten Infanteriedivision zugeteilt. Mit der französischen Niederlage ist die Einheit, ohne große Effektivität gezeigt zu haben, untergegangen und wurde nicht wieder errichtet.

## Regimentsfahnen seit Napoleonischer Zeit
Auf der Rückseite der Regimentsfahne sind (seit Napoleonischer Zeit) in goldenen Lettern die Feldzüge und Schlachten aufgeführt, an denen das Regiment ruhmvoll teilgenommen hat.
In seiner Geschichte führte das Regiment nacheinander 13 verschiedene Fahnen.

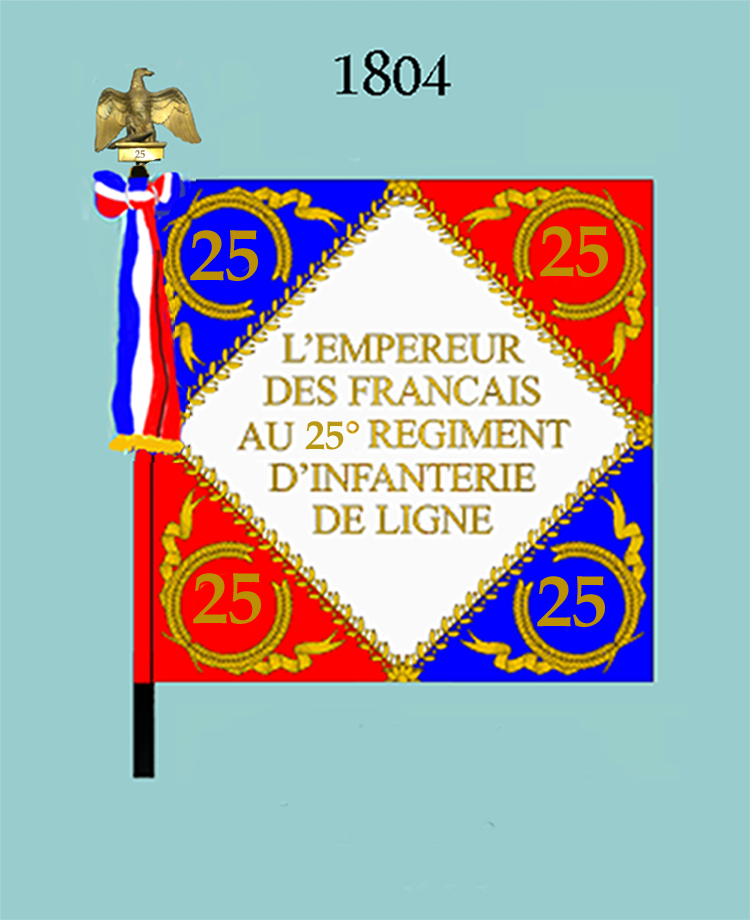
1804
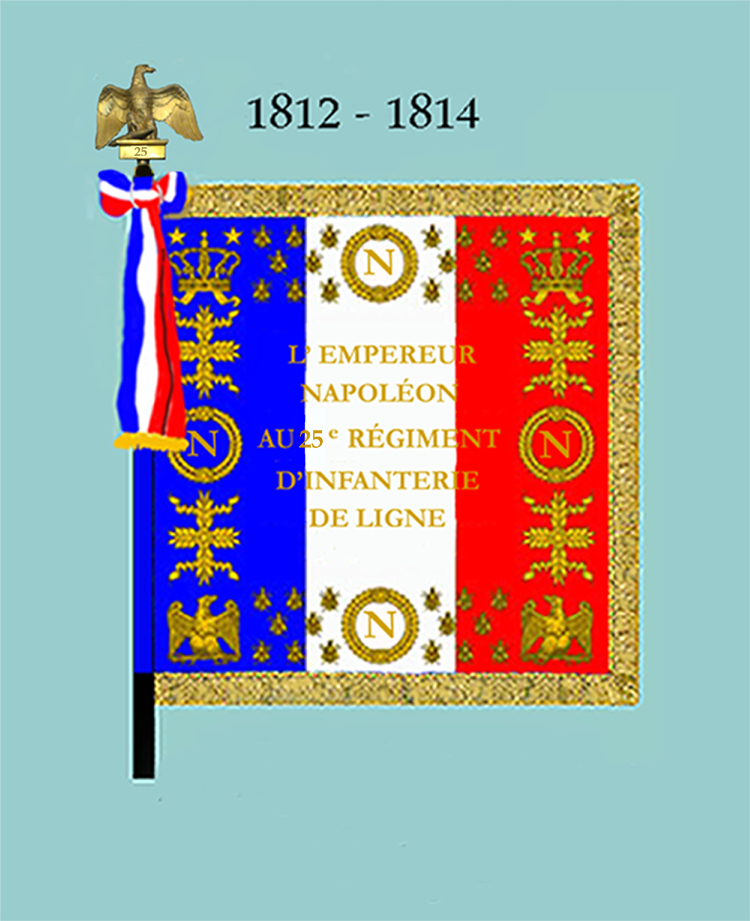
1812
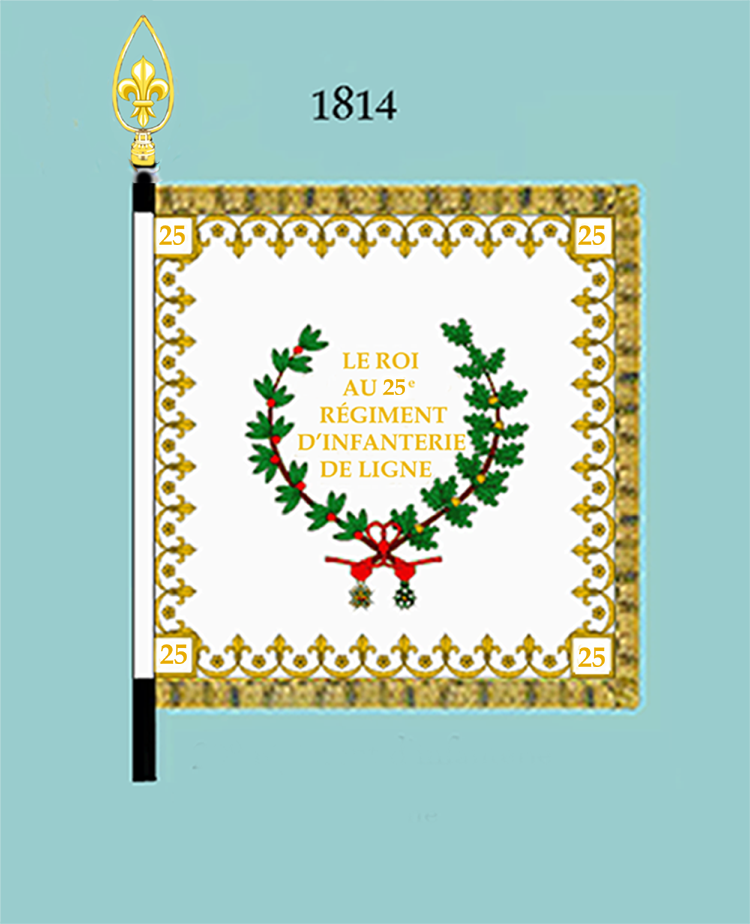
1814 (Erste Restauration)
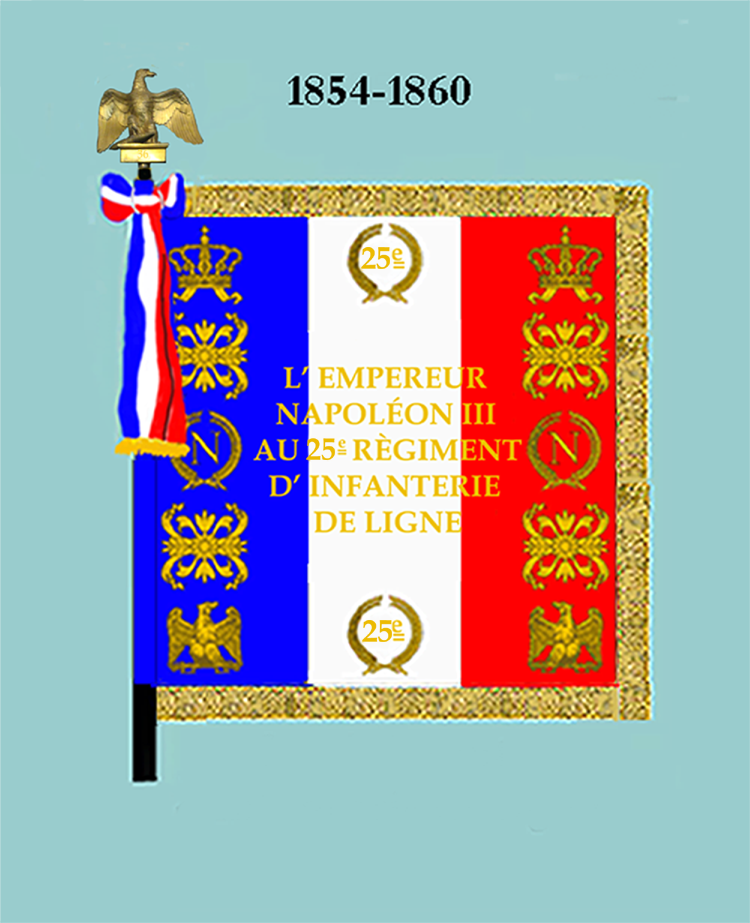
1854 (Napoléon III)
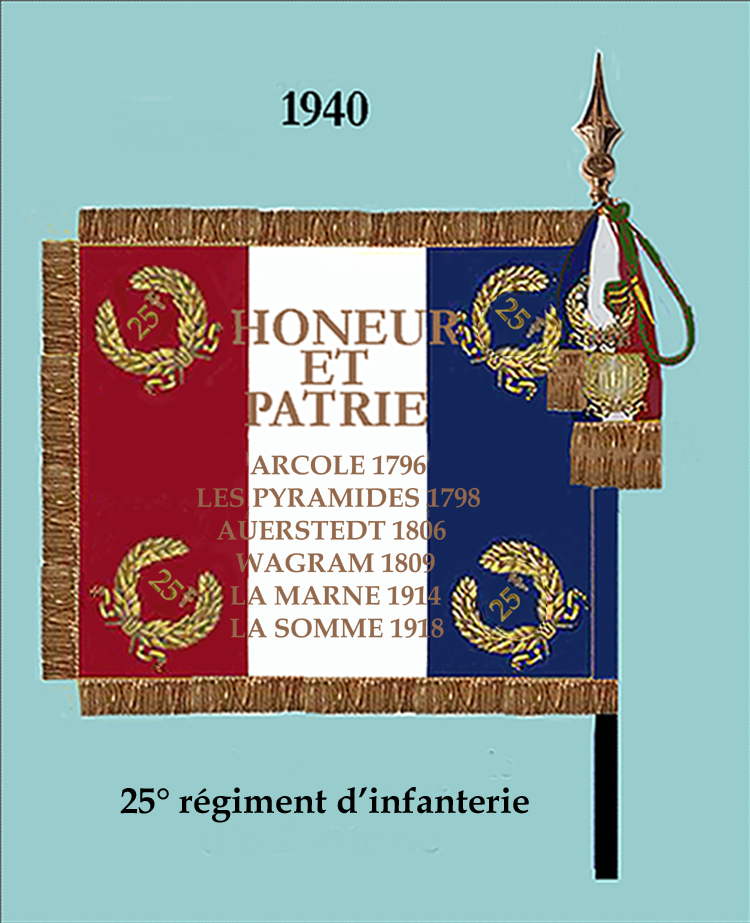
Zuletzt geführte Fahne (Rückseite)

## Auszeichnungen
Das Fahnenband ist mit dem Croix de guerre 1914–1918  mit einem Palmenzweig für eine lobende Erwähnung im Armeebefehl dekoriert. Des Weiteren wurde dem Regiment die Goldmedaille der Stadt Mailand verliehen. 
Die Angehörigen des Regiments haben (auch bei einer eventuellen Wiederaufstellung) das Recht, die Fourragère in den Farben des Croix de guerre 1914–1918 zu tragen.